# O Gigante da América
O Gigante da América é um filme experimental brasileiro de 1980, com direção de Júlio Bressane. De acordo com um dos diretores de arte, Óscar Ramos, Bressane afirmou que "o personagem principal é a direção de arte". Responsáveis pela produção incluem-se Luciano Figueiredo (cenografia e direção de arte), Pedro Louzada (props), Hélio Oiticica ("tenda da Odalisca"), Gilberto Marques (maquilagem) e Hélio Silva (fotografia).

## Sinopse
O filme conta de forma irônica a jornada de um caboclo que atravessa o Inferno, o Purgatório e o Paraíso (em referência à Divina Comédia, de Dante Alighieri), encontrando no caminho uma loira oxigenada.

## Elenco
- Carlos Imperial
- Marta Anderson
- Hélio Ary
- Clóvis Bornay
- José Lewgoy
- Tânia Boscoli
- Maria Gladys
- Wilson Grey
- Antonio Pedro
- Décio Pignatari
- Lucy Mafra
- Rogéria
- Colé Santana
- Teresa Cristina
- Suzana de Moraes
- Sônia Dias
- Dorvigílio
- Fabíola Fracaroli
- Martim Francisco
- José Lino Grünewald
- Priori Lemos
- Heloísa Lustosa
- Mônica Schmidt
- Sandro Solviatti
- Stael
- Jece Valadão
- Paulo Villaça